# José Manuel Bejarano
José Manuel Bejarano Carvajal (* 1. April 1956 in La Paz) ist ein ehemaliger bolivianischer Skirennläufer.

## Karriere
Bejarano nahm zwischen 1984 und 1992 an drei Olympischen Winterspielen teil. Sein bestes Ergebnis erzielte er dabei 1992 in Albertville mit Rang 59 im Slalom. Dies war zugleich sein letzter internationaler Auftritt als Skirennläufer.

## Erfolge

### Olympische Winterspiele
- Sarajevo 1984: 76. Riesenslalom
- Calgary 1988: DNF Riesenslalom
- Albertville 1992: 59. Slalom, 89. Riesenslalom